# Distretto municipale di Ahafo Ano Nord
Il distretto municipale di Ahafo Ano Nord (ufficialmente Ahafo Ano North Municipal District, in inglese) è un distretto della regione di Ashanti del Ghana.